# 云广粗叶木
云广粗叶木（学名：Lasianthus longicaudus），为茜草科粗叶木属下的一个种。

## 扩展阅读
維基物種上的相關：云广粗叶木